# Orangia sporadica
Orangia sporadica é uma espécie de gastrópode da família Charopidae.
É endémica de Polinésia Francesa.